# Премії НАН України імені видатних учених України — лауреати 2017 року
Премії НАН України імені видатних учених України — лауреати 2017 року.
Згідно з постановою Президії НАН України від 14 лютого 2018 року № 53 за підсумками конкурсу 2017 р., проведеного відділеннями Національної академії наук України лауреатами премій стали:
| Премія                                         | Премійовані роботи | Лауреати                         | Коротко про лауреата |
| ---------------------------------------------- | --- | -------------------------------- | --- |
| Премія НАН України імені М. В. Остроградського | за цикл праць «Аналітично-чисельні методи дослідження якісної поведінки складних механічних систем»                                                                           | Дробенко Богдан Дем'янович       | доктор фізико-математичних наук, провідний науковий співробітник Інституту прикладних проблем механіки і математики ім. Я. С. Підстригача НАН України                                                             |
| Премія НАН України імені М. В. Остроградського | за цикл праць «Аналітично-чисельні методи дослідження якісної поведінки складних механічних систем»                                                                           | Мазок Олексій Григорович         | доктор фізико-математичних наук, провідний науковий співробітник Інституту математики НАН України |
| Премія НАН України імені М. В. Остроградського | за цикл праць «Аналітично-чисельні методи дослідження якісної поведінки складних механічних систем»                                                                           | Марчук Михайло Володимирович     | доктор фізико-математичних наук, завідувач відділу Інституту прикладних проблем механіки і математики ім. Я. С. Підстригача НАН України                                                                           |
| Премія НАН України імені М. М. Боголюбова      | за цикл праць «Асимптотичні методи нелінійної механіки та статистичної фізики»                                                                                                | Юхновський Ігор Рафаїлович       | академік НАН України, почесний директору Інституту фізики конденсованих систем НАН України |
| Премія НАН України імені М. М. Боголюбова      | за цикл праць «Асимптотичні методи нелінійної механіки та статистичної фізики»                                                                                                | Перестюк Микола Олексійович      | академік НАН України, завідувач кафедри Київського національного університету імені Тараса Шевченка |
| Премія НАН України імені В. С. Михалєвича      | за цикл робіт «Розвиток і дослідження математичних моделей і методів комбінаторної та негладкої оптимізації»                                                                  | Гуляницький Леонід Федорович     | доктор технічних наук, завідувач відділу Інституту кібернетики ім. В. М. Глушкова НАН України |
| Премія НАН України імені В. С. Михалєвича      | за цикл робіт «Розвиток і дослідження математичних моделей і методів комбінаторної та негладкої оптимізації»                                                                  | Стецюк Петро Іванович            | доктор фізико-математичних наук, завідувач відділу Інституту кібернетики ім. В. М. Глушкова НАН України |
| Премія НАН України імені В. С. Михалєвича      | за цикл робіт «Розвиток і дослідження математичних моделей і методів комбінаторної та негладкої оптимізації»                                                                  | Шило Володимир Петрович          | доктор фізико-математичних наук, провідний науковий співробітник Інституту кібернетики ім. В. М. Глушкова НАН України                                                                                             |
| Премія НАН України імені С. П. Тимошенка       | за цикл праць «Прецизійний контроль герметичності виробів з надлишковим тиском за методом фіксованих об'ємів»                                                                 | Волошин Олексій Іванович         | член-кореспондент НАН України, заступнику директора Інституту геотехнічної механіки ім. М. С. Полякова НАН України                                                                                                |
| Премія НАН України імені С. П. Тимошенка       | за цикл праць «Прецизійний контроль герметичності виробів з надлишковим тиском за методом фіксованих об'ємів»                                                                 | Пономаренко Сергій Миколайович   | кандидат технічних наук, старший науковий співробітник Інституту геотехнічної механіки ім. М. С. Полякова НАН України                                                                                             |
| Премія НАН України імені С. П. Тимошенка       | за цикл праць «Прецизійний контроль герметичності виробів з надлишковим тиском за методом фіксованих об'ємів»                                                                 | Коцарь Юрій Іванович             | начальнику лабораторії Державного підприємства "Виробниче об'єднання «Південний машинобудівний завод імені О. М. Макарова»                                                                                        |
| Премія НАН України імені В. Є. Лашкарьова      | за визначення структурно-деформаційних ефектів і встановлення механізмів струмопереносу у тринітридних наноструктурах                                                         | Кочелап В'ячеслав Олександрович  | член-кореспондент НАН України, завідувач відділу Інституту фізики напівпровідників ім. В. Є. Лашкарьова НАН України                                                                                               |
| Премія НАН України імені В. Є. Лашкарьова      | за визначення структурно-деформаційних ефектів і встановлення механізмів струмопереносу у тринітридних наноструктурах                                                         | Кладько Василь Петрович          | член-кореспондент НАН України, заступнику директора Інституту фізики напівпровідників ім. В. Є. Лашкарьова НАН України                                                                                            |
| Премія НАН України імені В. Є. Лашкарьова      | за визначення структурно-деформаційних ефектів і встановлення механізмів струмопереносу у тринітридних наноструктурах                                                         | Литвин Петро Мар'янович          | кандидат фізико-математичних наук, старший науковий співробітник Інституту фізики напівпровідників ім. В. Є. Лашкарьова НАН України                                                                               |
| Премія НАН України імені А. Ф. Прихотько       | за розробку технології синтезу наночастинок на основі метал-алканоатів та з'ясування природи їхнього нелінійно-оптичного відгуку                                              | Бугайчук Світлана Анатоліївна    | кандидат фізико-математичних наук, старший науковий співробітник Інституту фізики НАН України |
| Премія НАН України імені А. Ф. Прихотько       | за розробку технології синтезу наночастинок на основі метал-алканоатів та з'ясування природи їхнього нелінійно-оптичного відгуку                                              | Клімушева Гертруда Василівна     | доктор фізико-математичних наук, провідний науковий співробітник Інституту фізики НАН України |
| Премія НАН України імені А. Ф. Прихотько       | за розробку технології синтезу наночастинок на основі метал-алканоатів та з'ясування природи їхнього нелінійно-оптичного відгуку                                              | Мирна Тетяна Альфредівна         | доктор хімічних наук, головний науковий співробітник Інституту загальної та неорганічної хімії ім. В. І. Вернадського НАН України                                                                                 |
| Премія НАН України імені І. П. Пулюя           | за розробку нових оксидних наноматеріалів для елементів інформаційних систем, магнітних охолоджувачів та самоконтрольованих магнітних нагрівачів                              | Білоус Анатолій Григорович       | академік НАН України, завідувач відділу Інституту загальної та неорганічної хімії ім. В. І. Вернадського НАН України                                                                                              |
| Премія НАН України імені І. П. Пулюя           | за розробку нових оксидних наноматеріалів для елементів інформаційних систем, магнітних охолоджувачів та самоконтрольованих магнітних нагрівачів                              | Калита Віктор Михайлович         | доктор фізико-математичних наук, професору Національного технічного університету України «Київський політехнічний інститут імені Ігоря Сікорського»                                                               |
| Премія НАН України імені І. П. Пулюя           | за розробку нових оксидних наноматеріалів для елементів інформаційних систем, магнітних охолоджувачів та самоконтрольованих магнітних нагрівачів                              | Товстолиткін Олександр Іванович  | доктор фізико-математичних наук, завідувач відділу Інституту магнетизму НАН України та МОН України |
| Премія НАН України імені Є. П. Федорова        | за відкриття природних і штучних об'єктів Сонячної системи з використанням спеціально створеного програмного забезпечення обробки астрономічних спостережень                  | Андрук Віталій Миколайович       | науковий співробітник Головної астрономічної обсерваторії НАН України |
| Премія НАН України імені Є. П. Федорова        | за відкриття природних і штучних об'єктів Сонячної системи з використанням спеціально створеного програмного забезпечення обробки астрономічних спостережень                  | Іващенко Юрій Миколайович        | кандидат фізико-математичних наук, старший науковий співробітник Головної астрономічної обсерваторії НАН України                                                                                                  |
| Премія НАН України імені Є. П. Федорова        | за відкриття природних і штучних об'єктів Сонячної системи з використанням спеціально створеного програмного забезпечення обробки астрономічних спостережень                  | Саваневич Вадим Євгенович        | доктор технічних наук, завідувач лабораторії Західного центру радіотехнічного спостереження Державного космічного агентства України                                                                               |
| Премія НАН України імені С. І. Субботіна       | за монографію «Термобарическое петрофизическое моделирование в геофизике» | Корчін Валерій Олександрович     | кандидат фізико-математичних наук, провідний науковий співробітник Інституту геофізики ім. С. І. Субботіна НАН України                                                                                            |
| Премія НАН України імені С. І. Субботіна       | за монографію «Термобарическое петрофизическое моделирование в геофизике» | Буртний Петро Олексійович        | науковий співробітник Інституту геофізики ім. С. І. Субботіна НАН України |
| Премія НАН України імені І. М. Францевича      | за монографію у 2-х томах Т. 1. Специальные технологии и материалы порошковой металлургии. Т. 2. Порошковая металлургия на рубеже веков: новые аспекты, понятия и определения | Бичков Сергій Андрійович         | доктор технічних наук, головний інженер Державного підприємства «Антонов» |
| Премія НАН України імені І. М. Францевича      | за монографію у 2-х томах Т. 1. Специальные технологии и материалы порошковой металлургии. Т. 2. Порошковая металлургия на рубеже веков: новые аспекты, понятия и определения | Лавренко Іван Григорович         | головний металург Державного підприємства «Антонов» |
| Премія НАН України імені І. М. Францевича      | за монографію у 2-х томах Т. 1. Специальные технологии и материалы порошковой металлургии. Т. 2. Порошковая металлургия на рубеже веков: новые аспекты, понятия и определения | Нечипоренко Ольга Юріївна        | кандидат технічних наук, головний металургу Державного підприємства «Антонов» |
| Премія НАН України імені І. К. Походні         | за цикл праць «Високоефективні зварювальні матеріали з покращеними санітарно-гігієнічними показниками для зварювання сучасних високоміцних низьколегованих сталей»            | Головко Віктор Володимирович     | доктор технічних наук, завідувач відділу Інституту електрозварювання ім. Є. О. Патона НАН України |
| Премія НАН України імені І. К. Походні         | за цикл праць «Високоефективні зварювальні матеріали з покращеними санітарно-гігієнічними показниками для зварювання сучасних високоміцних низьколегованих сталей»            | Явдощин Ігор Романович           | кандидат технічних наук, провідний науковий співробітник Інституту електрозварювання ім. Є. О. Патона НАН України                                                                                                 |
| Премія НАН України імені І. К. Походні         | за цикл праць «Високоефективні зварювальні матеріали з покращеними санітарно-гігієнічними показниками для зварювання сучасних високоміцних низьколегованих сталей»            | Шлепаков Валерій Миколайович     | доктор технічних наук, провідний науковий співробітник Інституту електрозварювання ім. Є. О. Патона НАН України                                                                                                   |
| Премія НАН України імені З. І. Некрасова       | за цикл праць «Використання високоміцного чавуну — шлях до підвищення зносостійкості змінних деталей ґрунтообробної сільгосптехніки»                                          | Гогаєв Казбек Олександрович      | член-кореспондент НАН України, завідувач відділу Інституту проблем матеріалознавства ім. І. М. Францевича НАН України                                                                                             |
| Премія НАН України імені З. І. Некрасова       | за цикл праць «Використання високоміцного чавуну — шлях до підвищення зносостійкості змінних деталей ґрунтообробної сільгосптехніки»                                          | Подрезов Юрій Миколайович        | доктор фізико-математичних наук, завідувач відділу Інституту проблем матеріалознавства ім. І. М. Францевича НАН України                                                                                           |
| Премія НАН України імені З. І. Некрасова       | за цикл праць «Використання високоміцного чавуну — шлях до підвищення зносостійкості змінних деталей ґрунтообробної сільгосптехніки»                                          | Волощенко Сергій Михайлович      | кандидат технічних наук, старший науковий співробітник Інституту проблем матеріалознавства ім. І. М. Францевича НАН України                                                                                       |
| Премія НАН України імені В. І. Толубинського   | за серію праць «Розвиток прикладної теорії горіння: термодинаміка, кінетика, тепломасообмін, міжфазний перенос вуглецю і води»                                                | Бондаренко Борис Іванович        | академік НАН України, директору Інституту газу НАН України |
| Премія НАН України імені В. І. Толубинського   | за серію праць «Розвиток прикладної теорії горіння: термодинаміка, кінетика, тепломасообмін, міжфазний перенос вуглецю і води»                                                | Сорока Борис Семенович           | доктор технічних наук, завідувач відділу Інституту газу НАН України |
| Премія НАН України імені Д. В. Волкова         | за монографію «Нейтронна діагностика рідкого стану речовини» | Булавін Леонід Анатолійович      | академік НАН України, завідувач кафедри Київського національного університету імені Тараса Шевченка |
| Премія НАН України імені Л. В. Писаржевського  | за цикл праць «Розвиток фізико-хімічних засад створення нових каталізаторів для хімічної переробки відновлюваної сировини та захисту довкілля»                                | Стрижак Петро Євгенович          | член-кореспондент НАН України, завідувач відділу Інституту фізичної хімії ім. Л. В. Писаржевського НАН України |
| Премія НАН України імені Л. В. Писаржевського  | за цикл праць «Розвиток фізико-хімічних засад створення нових каталізаторів для хімічної переробки відновлюваної сировини та захисту довкілля»                                | Соловйов Сергій Олександрович    | доктор хімічних наук, заступнику директора Інституту фізичної хімії ім. Л. В. Писаржевського НАН України |
| Премія НАН України імені Л. В. Писаржевського  | за цикл праць «Розвиток фізико-хімічних засад створення нових каталізаторів для хімічної переробки відновлюваної сировини та захисту довкілля»                                | Станіслав Дзвігай                | доктор хімічних наук, професору Університету П'єра і Марії Кюрі |
| Премія НАН України імені С. М. Гершензона      | за цикл робіт «Пухлино-асоційовані гени у злоякісних новоутвореннях людини, нові гени-супресори росту пухлин»                                                                 | Кашуба Володимир Іванович        | доктор біологічних наук, завідувач відділу Інституту молекулярної біології і генетики НАН України |
| Премія НАН України імені Р. Є. Кавецького      | за серію праць «Нові методи лікування злоякісних новоутворень шлунково-кишкового тракту»                                                                                      | Усенко Олександр Юрійович        | член-кореспондент Національної академії медичних наук України, директору Державної установи «Національний інститут хірургії та трансплантології імені О. О. Шалімова» Національної академії медичних наук України |
| Премія НАН України імені Р. Є. Кавецького      | за серію праць «Нові методи лікування злоякісних новоутворень шлунково-кишкового тракту»                                                                                      | Сидюк Андрій Володимирович       | доктор медичних наук, провідний науковий співробітник Державної установи «Національний інститут хірургії та трансплантології імені О. О. Шалімова» Національної академії медичних наук України                    |
| Премія НАН України імені М. Д. Стражеска       | за монографію «Ішемічна хвороба серця у пацієнтів із цукровим діабетом» | Руденко Анатолій Вікторович      | академік Національної академії медичних наук України, заступнику директора Державної установи «Національний інститут серцево-судинної хірургії ім. М. М. Амосова» Національної академії медичних наук України     |
| Премія НАН України імені М. Д. Стражеска       | за монографію «Ішемічна хвороба серця у пацієнтів із цукровим діабетом» | Мітченко Олена Іванівна          | доктор медичних наук, завідувач відділу Державної установи "Національний науковий центр «Інститут кардіології імені академіка М. Д. Стражеска» Національної академії медичних наук України                        |
| Премія НАН України імені В. Ю. Чаговця         | за цикл праць «Вивчення динаміки фізіологічних і патофізіологічних процесів у збудливих клітинах»                                                                             | Лук'янець Олена Олександрівна    | доктор біологічних наук, завідувач відділу Інституту фізіології ім. О. О. Богомольця НАН України |
| Премія НАН України імені В. Ю. Чаговця         | за цикл праць «Вивчення динаміки фізіологічних і патофізіологічних процесів у збудливих клітинах»                                                                             | Мельник Ігор Васильович          | доктор біологічних наук, провідний науковий співробітник Інституту фізіології ім. О. О. Богомольця НАН України |
| Премія НАН України імені В. Ю. Чаговця         | за цикл праць «Вивчення динаміки фізіологічних і патофізіологічних процесів у збудливих клітинах»                                                                             | Шкриль В'ячеслав Михайлович      | кандидат біологічних наук, старший науковий співробітник Інституту фізіології ім. О. О. Богомольця НАН України |
| Премія НАН України імені Л. П. Симиренка       | за цикл праць «Створення та впровадження у квітникарство України високодекоративних стійких сортів лілійника та хризантеми садової»                                           | Щербакова Тетяна Олександрівна   | кандидат біологічних наук, старший науковий співробітник Національного ботанічного саду ім. М. М. Гришка НАН України                                                                                              |
| Премія НАН України імені Л. П. Симиренка       | за цикл праць «Створення та впровадження у квітникарство України високодекоративних стійких сортів лілійника та хризантеми садової»                                           | Перебойчук Оксана Петрівна       | кандидат біологічних наук, науковий співробітник Національного ботанічного саду ім. М. М. Гришка НАН України |
| Премія НАН України імені Л. П. Симиренка       | за цикл праць «Створення та впровадження у квітникарство України високодекоративних стійких сортів лілійника та хризантеми садової»                                           | Завідова Людмилі Гнатівна        | головний інженер Національного ботанічного саду ім. М. М. Гришка НАН України |
| Премія НАН України імені М. В. Птухи           | за серію праць з проблем регулювання соціально-трудових відносин на засадах розвитку інституту гідної праці та соціальної відповідальності                                    | Колот Анатолій Михайлович        | доктор економічних наук, проректору Київського національного економічного університету імені Вадима Гетьмана |
| Премія НАН України імені М. В. Птухи           | за серію праць з проблем регулювання соціально-трудових відносин на засадах розвитку інституту гідної праці та соціальної відповідальності                                    | Цимбалюк Світлана Олексіївна     | доктор економічних наук, декан Київського національного економічного університету імені Вадима Гетьмана |
| Премія НАН України імені М. В. Птухи           | за серію праць з проблем регулювання соціально-трудових відносин на засадах розвитку інституту гідної праці та соціальної відповідальності                                    | Герасименко Оксані Олександрівна | кандидат економічних наук, доценту Київського національного економічного університету імені Вадима Гетьмана |
| Премія НАН України імені М. С. Грушевського    | за цикл праць «Етнополітична ситуація в український Донбасі: генезис, особливості, напрями врегулювання»                                                                      | Калакура Олег Ярославович        | доктор політичних наук, провідний науковий співробітник Інституту політичних і етнонаціональних досліджень ім. І. Ф. Кураса НАН України                                                                           |
| Премія НАН України імені М. С. Грушевського    | за цикл праць «Етнополітична ситуація в український Донбасі: генезис, особливості, напрями врегулювання»                                                                      | Котигоренко Віктор Олексійович   | доктор політичних наук, головний науковий співробітник Інституту політичних і етнонаціональних досліджень ім. І. Ф. Кураса НАН України                                                                            |
| Премія НАН України імені М. С. Грушевського    | за цикл праць «Етнополітична ситуація в український Донбасі: генезис, особливості, напрями врегулювання»                                                                      | Кочан Наталія Іванівна           | кандидат філософських наук, провідний науковий співробітник Інституту політичних і етнонаціональних досліджень ім. І. Ф. Кураса НАН України                                                                       |
| Премія НАН України імені Д. І. Чижевського     | за монографію «Релігійне життя України в особах його діячів і дослідників» | Колодний Анатолій Миколайович    | доктор філософських наук, заступнику директора Інституту філософії ім. Г. С. Сковороди НАН України |
| Премія НАН України імені Ф. М. Колесси         | за працю «Українська етнокультура в контексті глобалізаційних викликів» | Бондаренко Галина Борисівна      | кандидат історичних наук, провідний науковий співробітник Інституту мистецтвознавства, фольклористики та етнології ім. М. Т. Рильського НАН України                                                               |